# 五里河
五里河是中国辽宁省沈阳市的一个商务区，包括地跨和平区与沈河区的青年大街、文化路、文萃路、文体路一带。

## 历史
1980年代，五里河地区曾是一片菜地。目前，五里河是沈阳市的中心商务区之一。沈阳市图书馆、沈阳茂业中心等均坐落于五里河。

## 建筑景观
- 浑河两岸